# Musings of a Cigarette Smoking Man (The X-Files)
«Musings of a Cigarette Smoking Man» es el séptimo episodio de la cuarta temporada de la serie de televisión de ciencia ficción The X-Files. Se estrenó en la cadena Fox en los Estados Unidos el 17 de noviembre de 1996. Fue escrito por Glen Morgan, dirigido por James Wong, y contó con la primera aparición especial de Chris Owens, apareciendo como un fumador más joven. «Musings of a Cigarette Smoking Man» obtuvo una calificación Nielsen de 10,7 y fue visto por 17,09 millones de personas en su transmisión inicial. El episodio recibió críticas en su mayoría positivas de los críticos de televisión.
El programa se centra en los agentes especiales del FBI Fox Mulder (David Duchovny) y Dana Scully (Gillian Anderson) que trabajan en casos relacionados con lo paranormal, llamados expedientes X. Mulder cree en lo paranormal, mientras que la escéptica Scully ha sido asignada para desacreditar su trabajo. En este episodio, el pistolero solitario Melvin Frohike (Tom Braidwood) encuentra una historia reveladora en una revista que supuestamente revela la historia del fumador (William B. Davis). El episodio ilustra su posible participación en varios eventos históricos y asesinatos, aunque la confiabilidad de la fuente no se resuelve al final del episodio. A Davis se le acredita como miembro protagonista del reparto por primera vez en este episodio.
El productor ejecutivo Frank Spotnitz señaló más tarde que la canonicidad de los eventos relacionados en el episodio no está clara. La producción del episodio no requirió un uso extensivo de Duchovny y Anderson en la pantalla. La voz del primero solo se escucha y la segunda aparece solo en imágenes de archivo. Davis estaba complacido con el episodio, aunque confundido con algunas aparentes contradicciones en el guion. Aunque no promueve directamente la mitología general de la serie, el episodio involucra varios de sus eventos y personajes.

## Argumento
El fumador, armado con un rifle de francotirador y equipo de vigilancia, espía una reunión entre Fox Mulder, Dana Scully y los pistoleros solitarios. Frohike afirma haber descubierto información sobre el misterioso pasado del fumador, afirmando que su padre era un espía comunista ejecutado y que su madre murió de cáncer de pulmón, lo que provocó que se criara en varios orfanatos del Medio Oeste.
La narración cambia a 1962. El fumador es un capitán del ejército estacionado en Fort Bragg en Carolina del Norte. Habla con un amigo y compañero soldado, Bill Mulder, quien le muestra una foto de su pequeño hijo, Fox. El fumador es convocado para asistir a una reunión con un general y varios hombres extraños con traje. El general llama al padre del fumador un «hombre extraordinario» a pesar de la amenaza que representaba para la seguridad nacional, e indica que espera que el fumador herede el coraje de su padre para actuar con decisión y tomar medidas drásticas en defensa de sus principios. Aparentemente por esta razón, lo seleccionaron para asesinar al presidente John F. Kennedy. En noviembre de 1963, haciéndose pasar por un «Sr. Hunt», el fumador le dispara a Kennedy e incrimina a Lee Harvey Oswald. Posteriormente, fuma su primer cigarrillo de un paquete que le dio previamente Oswald.
Cinco años después, el fumador escribe una novela de aventuras con el seudónimo de «Raul Bloodworth». Después de escuchar a Martin Luther King Jr. dar un discurso argumentando que «el comunismo es un juicio contra nuestro fracaso para hacer que la democracia sea real», el fumador se reúne con un grupo de hombres, incluido J. Edgar Hoover. Estos hombres proponen varias tramas similares a una trama fallida anterior para socavar el matrimonio de King y manipularlo para que se suicide, pero el fumador cree que se requiere una solución más «intensa». A diferencia de la mayoría de los hombres presentes, el fumador admira la iniciativa de King y llama a King un «hombre extraordinario» (el mismo cumplido que el general le hizo al fumador y a su padre antes en el episodio), pero cree que la simpatía recientemente expresada por King hacia el comunismo y la oposición a la Guerra de Vietnam podrían convencer a los afroamericanos de oponerse a luchar en la guerra, lo que haría que Estados Unidos perdiera. Convence al grupo para que asesinen a King y se ofrece voluntariamente para llevar a cabo personalmente el asesinato. Poco después, una editorial rechaza el borrador de su novela.
En 1991, el fumador se reúne con sus subordinados, discutiendo su orquestación de la controversia de Anita Hill y el juicio de Rodney King, así como la derrota de los Buffalo Bills en el Super Bowl. Además, revela que drogó a un portero soviético para asegurar el resultado del partido de hockey «Milagro sobre hielo». Uno de los subordinados del fumador lo invita a una cena familiar. El fumador se niega cortésmente y afirma que está programado para visitar a la familia. Al salir de la reunión, distribuye sus regalos de Navidad a cada uno de los subordinados. Todos reciben el mismo regalo: una corbata a rayas. A continuación, se lo ve pasar por delante de la oficina de Mulder.
Más tarde, mientras está en casa, el fumador recibe una llamada telefónica urgente de Garganta Profunda, quien se encuentra con él cerca del lugar del accidente de un ovni. Un extraterrestre del ovni sobrevivió al accidente, pero está gravemente herido y aparentemente con soporte vital. Garganta Profunda y el fumador recuerdan las múltiples veces que cambiaron el curso de la historia «desde las sombras», sin ningún reconocimiento público. Garganta Profunda convence al fumador de que el extraterrestre debe ser asesinado, de conformidad con una resolución del Consejo de Seguridad de las Naciones Unidas que estipula que cualquier nación signataria que entre en posesión de un E.B.E. lo matará. Los dos hombres lanzan una moneda al aire para decidir quién cumplirá con esta obligación. Garganta Profunda pierde el lanzamiento de la moneda y, de mala gana, dispara al extraterrestre.
Unos meses más tarde, en marzo de 1992, el fumador asiste a la reunión en la que Scully es asignada a los expedientes X y escucha a escondidas su primera reunión con Mulder. En 1996 recibe una carta en la que le informan que su novela se publicará por entregas en una revista. El fumador escribe una carta de renuncia, deja de fumar y busca con entusiasmo una copia de la edición de la revista en un quiosco. Sin embargo, descubre que el final ha sido cambiado. Amargado, el fumador se sienta en un banco con un hombre sin hogar y ofrece un monólogo pesimista y probablemente satírico que compara la vida con una caja de chocolates. Rompe su carta de renuncia, vuelve a fumar y deja la revista en el banco.
Volviendo al año actual, Frohike les dice a Mulder y Scully que el relato que les contó se basa en una historia supuestamente ficticia que leyó en una revista a la que está suscrito. Frohike decide investigar y verificar la historia y cuando se va, el fumador le apunta con su rifle. Aunque tiene un tiro claro, decide no matar a Frohike, citando en voz alta para sí mismo la última línea de su novela inédita: «Puedo matarte cuando quiera, pero no hoy».

## Producción

### Escritura

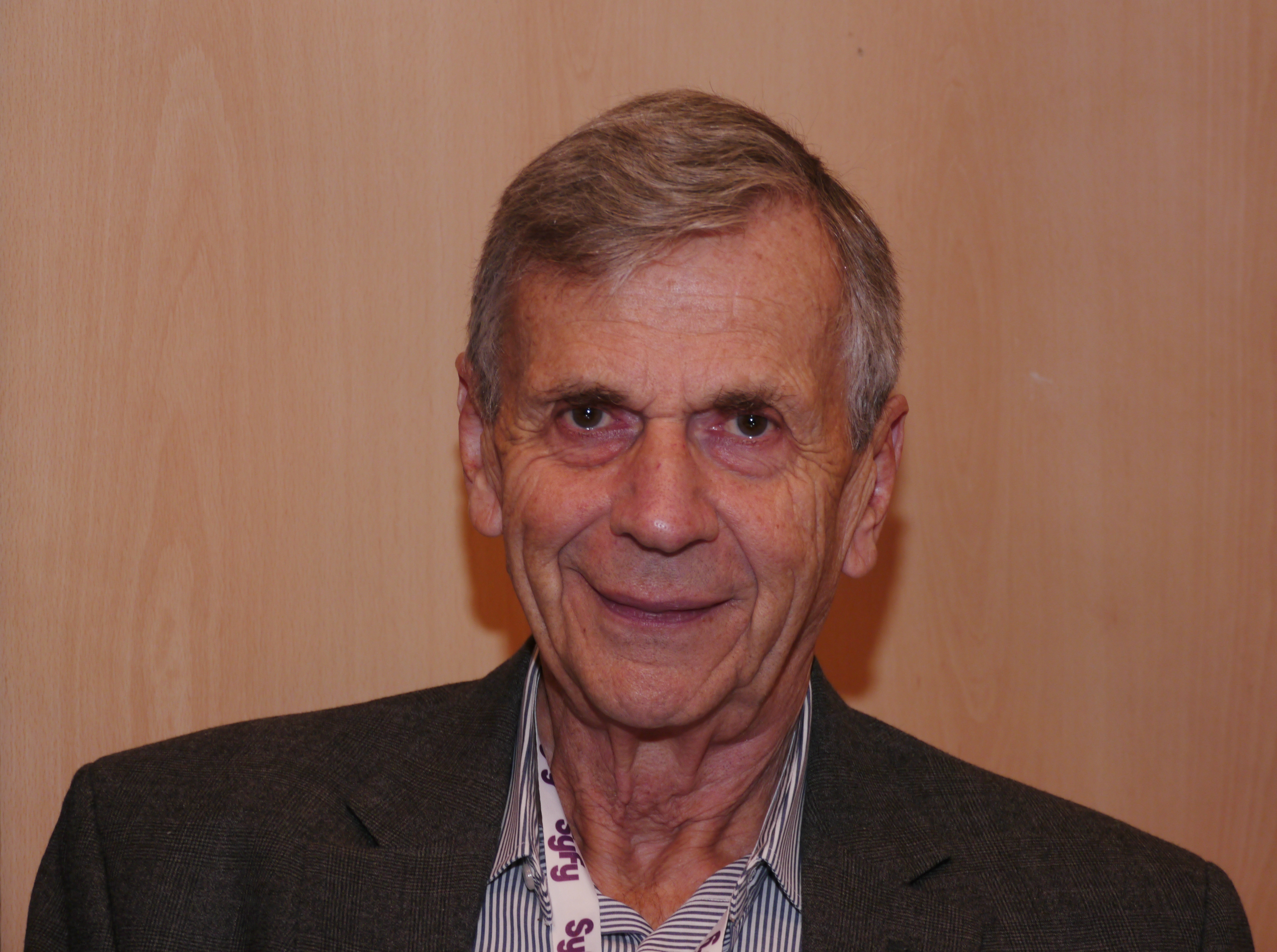
William B. Davis estaba complacido de que un episodio girase en torno a su personaje.

Escrito por Glen Morgan y dirigido por James Wong, «Musings of a Cigarette Smoking Man» se inspiró en la novela gráfica de DC Lex Luthor: The Unauthorized Biography (1989); Morgan luego explicó que quería que el episodio mostrara que el fumador era extremadamente peligroso. Esto debía ser enfatizado por el final original del episodio, que presentaba al fumador matando a Melvin Frohike. Sin embargo, el personal ejecutivo del programa vetó la idea.
El episodio contiene varias referencias a Space: Above and Beyond, una serie de Fox que Morgan y Wong habían cocreado. Estos chistes internos incluyen: el nombre de la novela Take a Chance del fumador, la referencia a «clasificados compartimentados» y el nombre de Jack Colquitt. Además, Morgan Weisser, quien interpretó a Lee Harvey Oswald, fue un actor que apareció en Space: Above and Beyond. La resolución 1013 de la ONU, citada por Garganta Profunda, es una referencia tanto al cumpleaños de Carter como a su productora. Walden Roth, el nombre del editor que compra la novela del fumador, es una referencia a los ejecutivos de 20th Century Fox Dana Walden y Peter Roth. La ambición del fumador de ser novelista se basó en el oficial de inteligencia de la CIA E. Howard Hunt, quien también fue un prolífico autor de ficción.
Davis estaba emocionado de que el programa quisiera centrarse en su personaje, pero no sabía por qué un personaje que mató no solo a John F. Kennedy sino también a Martin Luther King Jr. se preocuparía por cosas menores como evitar que los Buffalo Bills ganaran el Super Bowl. Chris Carter dijo:

Tuve que hablar con Bill varias veces; Pasé horas con él por teléfono hablando sobre el personaje, porque el actor sintió que el episodio realmente hizo que el personaje fuera algo que no era. Traté de explicarle, como creo que Jim y Glen estaban tratando de expresar, que incluso si su misión en la vida es destructora, todavía tiene alguna esperanza en el fondo de su mente de que puede ser un creador, y que esto de repente, esta vanidad, es su vanidad. Y lo vemos tan claramente aquí y lo convierte en una especie de persona tonta.

### Rodaje
El productor J.P. Finn coordinó la secuencia en la que el fumador asesina a John F. Kennedy; fue filmado en un lugar de Vancouver que se parecía un poco a la Plaza Dealey. Los diseñadores de vestuario del programa estudiaron la reproducción del traje rosa de Jackie Kennedy utilizado en la película JFK (1991) para crear uno para el programa. La maqueta del SS-100-X que se muestra en este episodio fue creada por el coordinador de vehículos Nigel Habgood, utilizando un Lincoln Continental muy modificado. Con respecto a la dirección, Davis dijo más tarde: «Jim Wong... también fue de gran ayuda. Muchas de las direcciones de escena apuntan hacia la farsa, pero Jim me dijo que jugara en contra de eso y dejara que la situación se desarrollara. La escena de Forrest Gump también fue difícil. Cuando la preparé y la hice por primera vez, mi enfoque era casi shakesperiano. Jim me hizo trabajarla más y funcionó bien».
Chris Owens, quien fue elegido como el joven fumador, dedicó un tiempo considerable a estudiar cómo fuma Davis los cigarrillos para asegurarse de que los fumaría de la misma manera, preservando así la continuidad. Owens volvería a interpretar su papel como una versión joven del fumador en el episodio «Demons», y también interpretaría a Jeffrey Spender (el hijo del fumador) en temporadas posteriores. David Duchovny y Gillian Anderson aparecen principalmente a través de grabaciones de voz en la secuencia inicial. El episodio fue el primero de la serie en el que Mulder no aparece físicamente; Scully aparece solo en imágenes de archivo de «Pilot». Si bien los escritores del programa no tenían la intención de darles a los actores principales «una semana libre», esto efectivamente sucedió, un giro de los acontecimientos con el que Duchovny estaba muy complacido. Tom Braidwood aparece brevemente en la pantalla en La escena final del episodio, pero por lo demás está restringida a la voz en off; Bruce Harwood también hace un breve cameo de voz en la escena de apertura. Jerry Hardin repite su papel de Garganta Profunda, a quien se nombra como «Ronald» por única vez en la serie original; el episodio «This» más tarde confirmó su nombre como Ronald Pakula.

## Recepción
«Musings of a Cigarette Smoking Man» se estrenó en la cadena Fox el 17 de noviembre de 1996. Este episodio obtuvo una calificación Nielsen de 10,7, con una participación de 15, lo que significa que aproximadamente el 10,7 por ciento de todos los hogares equipados con televisión y 15 por ciento de los hogares que miraban televisión sintonizaron el episodio. Fue visto por 17,09 millones de espectadores. James Wong obtuvo la primera nominación al Emmy del programa a la mejor dirección de una serie dramática por este episodio, aunque luego perdió ante Mark Tinker de NYPD Blue.
Pocos espectadores se dieron cuenta de que los eventos de este episodio no eran necesariamente confiables. El editor de historias Frank Spotnitz dijo: «En la escena final, Frohike les dice a Mulder y Scully que toda la historia fue algo que leyó en una revista de mala calidad. Mucha gente no se dio cuenta de esa sutileza. Pensaron que esta era de hecho la historia real. del CSM. En lo que a mí respecta, no lo es. Parte de eso puede ser verdad, y parte puede, bueno, no importa».
«Musings of a Cigarette Smoking Man» recibió elogios en su mayoría positivos de los críticos. Entertainment Weekly le dio al episodio una «A–», y señaló que «uno tiene que preguntarse hasta qué punto este episodio pretende ser información y hasta qué punto es puro entretenimiento». El crítico Zack Handlen de The A.V. Club habló positivamente del episodio, diciendo «Me encanta esto... y viéndolo ahora, todavía lo hago». Finalmente le dio al episodio una «A» y escribió: «“Musings” es genial porque transforma a CSM de un fantasma viviente en un muerto viviente, aún horrible, aún peligroso, pero lamentable de todos modos». Robert Shearman y Lars Pearson, en su libro Wanting to Believe: A Critical Guide to The X-Files, Millennium & The Lone Gunmen, nombraron al episodio «una de las verdaderas obras maestras de The X-Files» y le otorgaron cinco estrellas de cinco. Los dos elogiaron la combinación de elementos mitológicos de la historia de Morgan y Wong con un humor más seco y oscuro. Además, Shearman y Pearson escribieron positivamente sobre la ambigüedad de la autenticidad del episodio, y señalaron que «las respuestas que los espectadores anhelan se entregan aquí en un plato tan grande que solo puedes tomarlas como una deliciosa parodia». Paula Vitaris de Cinefantastique le dio al episodio una crítica entusiasta y le otorgó cuatro estrellas de cuatro. Elogió la forma en que el espectador puede ver el «paisaje emocional estéril en el que habita el fumador de cigarrillos» a través del «tono del guion». Además, Vitaris aplaudió la diatriba al estilo de Forrest Gump, llamándola «un punto cómico de veneno verbal».
No todas las críticas fueron tan positivas. El autor Phil Farrand criticó el episodio y lo calificó como su quinto episodio menos favorito de las primeras cuatro temporadas. Criticó la entrada por tener una primera mitad poco interesante y basarse en el «cliché» del asesinato de John F. Kennedy. Además, no estaba contento con el hecho de que los espectadores no tenían forma de saber si el contenido del episodio realmente sucedió. Alan Kurtz criticó el episodio por ser inconsistente con la línea de tiempo de The X-Files, señalando el hecho de que el episodio contradice el canon que se estableció en el episodio de la tercera temporada «Apocrypha». Además, se burló del programa por reflejar demasiado de cerca las tramas de la película Apocalypse Now de 1979, así como de Forrest Gump.